# General Proaño
General Proaño ist ein nördlicher Vorort der Provinzhauptstadt Macas sowie eine Parroquia rural („ländliches Kirchspiel“) im Kanton Morona der ecuadorianischen Provinz Morona Santiago. Die Parroquia besitzt eine Fläche von 67,22 km². Beim Zensus 2010 wurden 2590 Einwohner gezählt.

## Lage
Die Parroquia General Proaño liegt in der vorandinen Zone östlich der Cordillera Real. Das Gebiet liegt nördlich der Stadt Macas zwischen den Flüssen Río Abanico im Westen und Río Upano im Osten. Der etwa 1090 m hoch gelegene Hauptort befindet sich 4 km nordnordwestlich von Macas. Die Fernstraße E46 (Macas–Guamote) durchquert die Parroquia in westlicher Richtung.
Die Parroquia General Proaño grenzt im Norden an die Parroquia San Isidro, im Osten an die Parroquia Sevilla Don Bosco, im Süden an die Parroquia Macas sowie im Westen an die Parroquia  Alshi 9 de Octubre.

## Geschichte
Die Parroquia wurde am 2. April 1928 unter der Bezeichnung „Barahona“ gegründet (Registro Oficial N° 607). Am 25. März 1941 erhielt sie ihren heutigen Namen (Registro Oficial N° 172). Damit wird Víctor Proaño geehrt, ein Geograf und Militär, der in der Region lebte.